# Thomas Vilhelm Garde
Thomas Vilhelm Garde, født 22 oktober 1859, død 24 juni 1926, var en dansk søofficer og polarforsker.
Garde blev sekondløjtnant i 1880, premierløjtnant i 1881, kaptajn 1898, kommandør i 1908 og kontreadmiral i 1918. Han deltog som næstkommanderende i den af Gustav Frederik Holm ledede konebådsekspedition med konebåde til Østgrønlands østkyst 1883-85.
Han ledede desuden den sydlige afdeling af opmålingen af strækningen fra Iluilek (60° 52' nordlig breddegrad) til Umanak (63° 10' nordlig breddegrad). Begge vintre tilbragte han i Nanortalik på vestkysten, hvor han forestod magnetiske og meteorologiske undersøgelser.
1893 ledede han en ekspedition til Julianehåbs distrikt. Han udført der en farvandsundersøgelse og foretog en vandring på Grønlands indlandsis, hvor han gjorde nogle værdifulde undersøgelser. Resultaterne af disse rejser blev publiceret i "Meddelelser om Grønland", IX og XVI. Han foretog også en rejse til Grønland med orlogsskonnerten Fylla og som kaptajn på Den kongelige grønlandske handels fartøj "Hvidbjørnen".
Garde var fra 1898 til 1899 chef for opmålingsfartøjerne i de danske farvande, 1900-02 kaptajn på DSB's færge mellem Korsør og Kiel, samt 1906 chef for kadetskolens øvelsesfartøj og 1907-08 for stationsskibet ved Dansk Vestindien. Han var i flere år stabschef i øvelseseskadrerne og tjenestegørende ved Marineministeriets stab samt var 1908-11 direktør for marineministeriet. Han var senere chef for flere kystforsvarsfartøjer og var eskadrechef 1914-17, da sikkerhedsstyrken blev oprettet. 1918 blev han chef for det flydende forsvar på Københavns Red.

## Skrifter (udvalg)
- Meddelelser om Grønland (1876–1912)
- Beretning Om Konebaads-Expeditionen Til Grønlands Østkyst (with Gustav Holm) (1889)
- Beskrivelse Af Expeditionen Til Sydvestgrønland (1893)
- Vejledning til Besejlingen af Kolonierne i Vestgrønland (1895)
- Vindkort over den nordligste Del af Atlanterhavet og Davis-Stræde konstruerede paa Grundlag af Observationer tilhørende det Danske Meteorologiske Institut (1900)
- Windcharts of the Northernmost Part of the Atlantic and of Davis-Strait constructed on the Basis of Observations belonging to the Danish Meteorological Institute (1900)

## Udmærkelser
- 1919 fik han kommandørkorset af første grad.
- 1921 fik han Fortjenstmedaljen i guld.

Følgende geografiske objekter er opkaldt efter ham:
- 1899 startede han et internationalt projekt med at kortlægge havis. 1957 fik øen Garde i det vestlige Antarktis hans navn.
- Kap Garde mellem fjordene Scoresby Sund og Kangerlussuaq
- Øgruppen Garde Øer i den sydligste del af Melville Bugt i Vestgrønland.